# Acanthochondria lepidionis
Acanthochondria lepidionis – gatunek widłonoga z rodziny Chondracanthidae. Nazwa naukowa tego gatunku skorupiaków została opublikowana w 1955 roku przez południowoafrykańskiego biologa Keppela Harcourta Barnarda.